# Cinema for Peace
Cinema for Peace (с англ. — «Кино во имя мира») — некоммерческая организация, основанная продюсером Якой Бизилем в 2002 году в Берлине в ответ на террористические атаки 11 сентября 2001 года. Она является филантропической ассоциацией, предлагающей платформу для гуманитарных проектов и кинематографистов. В 2008 году был зарегистрирован фонд «Cinema for Peace».

## История
После терактов 11 сентября 2001 года Яка Бизил выступил с инициативой «Кино во имя мира» с ежегодным гала-концертом в качестве платформы для обсуждения гуманитарных, политических и социальных вопросов с помощью кино. Боб Гелдоф охарактеризовал церемонию вручения наград как «Оскар с мозгами».

## Деятельность
Организация организует гала-мероприятия, в том числе с 2002 года ежегодный гала-концерт «Кино за мир в Берлине» и разовые мероприятия. Пожертвования сначала пошли на проекты ЮНИСЕФ, после чего были распределены между различными организациями. С 2008 года часть потока поступила на пожертвования от Фонда Кино во имя мира.
Фонд финансирует проекты документальных фильмов и организует показы фильмов и сериалы фильмов на политические и социальные темы. Кроме того, поддерживаются благотворительные проекты третьих лиц, особенно людей из киноиндустрии. В 2011 году Фонд «Кино во имя мира» начал строительство библиотеки фильмов о геноциде.
В августе 2020 года фонд «Cinema for Peace Foundation» подготовил самолёт для доставки Алексея Навального в больницу в Берлин. В сентябре 2018 года он таким же образом доставил в Германию участника группы Pussy Riot Петра Верзилова, отравленного неизвестными лицами.

## Мероприятия
«Кино за мир» ежегодно проводит в Берлине гала-концерт. Гала-концерт неоднократно подвергался критике со стороны директора Берлинале Дитера Косслика как «новый стандарт идиотизма» и по поводу финансовых договорённостей. Организатор Gala for Peace ответил, что все финансовые договоренности были прозрачными и проверены независимым органом. В дальнейшем была критика «Кино во имя мира» различными источниками, включая Stern, Die Tageszeitung, Франкфуртер Рундшау.
Фонд «Кино во имя мира» организует различные ежемесячные показы, в основном через партнёрские кинотеатры, такие как Schikaneder в Вене.
В 2014 году фонд признал лучшим документальным фильмом года российско-британский фильм «Показательный процесс: История Pussy Riot». На церемонию награждения в Берлине приезжали бывшая жена Верзилова Надежда Толоконникова и Мария Алёхина.
В 2014 году Яка Бизиль как основатель «Cinema for Peace» 
привёз группу Pussy Riot в Голливуд и Вашингтон, чтобы продвигать глобальную ответственность за права человека и защищать глобальный санкционный список для нарушителей прав человека.

## Комитет и сторонники
Среди выступавших в мероприятиях «Кино ради мира» были: Базз Олдрин, Антонио Бандерас, Дипак Чопра, Джордж Клуни, Катрин Денев, Леонардо Ди Каприо, Боб Гелдоф, Ричард Гир, Дастин Хоффман, Сэр Элтон Джон, Николь Кидман, Сэр Кристофер Ли, Шон Пенн, Тим Роббинс, Сьюзан Сарандон, Хилари Суонк, Вим Вендерс, Пан Ги Мун, Луис Морено-Окампо и Фату Бенсуда, а также Михаил Горбачёв.